# Rufus (revista)
Rufus fue una revista de cómics de terror publicada en España desde 1973 por Ibero Mundial de Ediciones y a partir de 1974 (número 23) por Editorial Garbo, cuya estética y contenido era muy similar al de la revista americana Eerie de Warren Publishing, aunque también contenía historietas de otras revistas de la misma editorial, como Creepy y Vampirella.
La colección incluyó 56 ejemplares y 2 extras hasta su desaparición en 1978. Hubo de adoptar, igual que "Dossier Negro" o "Vampus", el formato y las características una publicación "seria", para escapar de la censura ejercida por la Comisión de Publicaciones Infantiles y Juveniles, la cual pretendía controlar todo cómic susceptible de "caer en manos del niño", aunque especificase en su portada que se dirigía a un lector adulto.
Las historietas publicadas eran presentadas por un personaje siniestro, llamado El Primo Rufus, traslación del original americano, Cousin Eerie.

## Contenido
| Año  | Números      | Título           | Guion                   | Dibujos                                | Procedencia           |
| ---- | ------------ | ---------------- | ----------------------- | -------------------------------------- | --------------------- |
| 1973 | 12-14        | Shreck           | Doug Moench             | Vicente Alcázar, Neal Adams            | "Eerie" 53-55         |
| 1973 | 13-15        | Hunter           | Rich Margopoulos        | Paul Neary                             | "Eerie" 52-57         |
| 1973 | 15-16, 24-26 | El Espectro      | Doug Moench, Budd Lewis | Esteban Maroto, Leopoldo Sánchez Ortiz | "Eerie" 57-58, 62-65  |
| 1973 | 19-20        | Niño             | Greg Potter             | Richard Corben                         | "Eerie" 57-58, 60     |
| 1974 | 23-29        | Doctor Arkanus   | Gerry Boudreau          | Isidro Monés                           | "Eerie" 54-58, 60-61  |
| 1974 | 23-          | Los Jackass      | Bruce Bezaire           | José Ortiz                             | "Eerie" 60, 63-65     |
| 1974 | 30-32        | Coffin           | Budd Lewis              | José Ortiz                             | "Eerie" 61, 67-68, 70 |
| 1974 | 32, 34       | Exterminador Uno | Bill DuBay              | Paul Neary                             | "Eerie" 60, 63-64     |